# Tinja (rivière)
Pour les articles homonymes, voir Tinja.
La Tinja est une rivière de Bosnie-Herzégovine. Elle a une longueur d'environ 69 km. Elle est un affluent droit de la Save.
La Tinja appartient au bassin versant de la mer Noire.

## Parcours
La Tinja prend sa source au nord du mont Majevica dans la municipalité de Čelić (Fédération de Bosnie-et-Herzégovine). Elle traverse les municipalités de Srebrenik, de Gradačac et le district de Brčko, avant de se jeter dans la Save à Gorice à la frontière entre la Bosnie-Herzégovine et la Croatie.